# Aquagym
L' aquagym és una activitat física que consisteix en la pràctica d'exercicis aeròbics en el medi aquàtic, amb un suport musical.
D'una banda, els objectius generals de l'aquagym són la millora de la condició cardiorespiratòria, el treball de la força i la resistència muscular, la millora de la flexibilitat i el treball de la coordinació motriu global, ritme i agilitat. D'altra banda, existeixen altres objectius específics com són la reeducació de la respiració, la millora de la postura i la relaxació.
L'aquagym és una modalitat de fitness aquàtic amb nombrosos exercicis centrats en la tonificació muscular. L'aquagym adapta el medi aquàtic al treball físic que es realitza a terra, amb l'avantatge de la ingravidesa que aporta. Se sol dur a terme en piscines de poca profunditat (d'1,20 m a 1,50 m). La temperatura de l'aigua més adequada oscil·la entre els 28 °C i els 31 °C.
Amb l'aquagym es millora la condició física general i permet una millor recuperació de les lesions, pel que està indicat per a persones en processos de rehabilitació. Es treballen diferents grups musculars de forma específica i s'alternen exercicis de la part superior, mitjana (oblics i abdominals) i inferior del cos.
A l'aquaeròbic, amb la música es controlen les pulsacions fent que l'organisme s'activi o es relaxi. Gràcies als ritmes es facilita la realització dels exercicis adequant a la música als moviments i creant coreografies divertides.

## Modalitats
Dins de la gimnàstica aquàtica ens trobem amb diverses disciplines derivades, el nexe en comú és l'exercitació en el medi aquàtic:
- Aquaeròbic.
- AquaCycle o aquaspinning: classe de spinning (o bicicleta estàtica) a l'aigua. Indicat per a gent amb problemes al genoll, ja que la resistència de l'aigua alenteix el pedal.
- Aquastep: submergint un step a l'aigua per a realitzar els exercicis. Es tonifica el tren inferior del cos i es treballa el sistema cardiovascular, amb l'avantatge de la major resistència de l'aigua i el baix impacte en les articulacions.
- Aqua-ritmes: exercicis amb passos de ball.
- Aquaboxing: combinació de moviments de boxa amb les arts marcials. Exercita el sistema cardiovascular i tonifica els músculs.
- Woga o aquaioga: En aquest tipus de classes es realitzen els moviments i respiracions del ioga, però amb la diferència de realitzar-ho en un mitjà inestable.
- Aqualates: exercita músculs de l'esquena i abdominals, millorant coordinació, mobilitat, estabilitat i equilibri.
- Aichi: Barreja dues arts marcials, el wushu i el tai-txi. Es tonifica el cos i disminueix l'estrès.
- Natació terapèutica.

## Indicacions
Tot i que l'aquagym es va destinar al principi a persones amb lesions musculars, òssies o articulars, i també a gent d'avançada edat; s'ha estès a la resta de la població a causa dels seus magnífics beneficis per a l'organisme i el seu component dinàmic i molt divertit que fan que sigui un esport únic.
Està indicat per a persones amb problemes de sobrepès, en procés de rehabilitació o recuperació, lesions traumatològiques, problemes d'esquena i problemes de mobilitat i estabilitat articular en genolls i turmells.

## Avantatges
El principal avantatge de l'aquagym és el mitjà en el qual es desenvolupa, l'aigua, que contribueix a fer tots els moviments molt més fàcils sense que es noti el cansament. Molts exercicis realitzats en l'aigua serien impossibles d'executar en un gimnàs, ja que gràcies a ella "el cos aquesta" subjecte "i permet que suri donant-li major llibertat.
La hipogravidesa disminueix l'impacte del cos amb el terra i la tensió sobre les articulacions. Aquesta permet realitzar exercicis més duradors i freqüents, i sense risc de lesions. També beneficia persones amb mobilitat reduïda a l'alliberar-se del pes aportat per la ingravidesa. A més la gimnàstica aquàtica dins el marc d'activitat lúdica reporten notables beneficis psicològics.

## Beneficis
Entre els beneficis que proporciona podem citar que:
- Afavoreix la circulació sanguínia.
- Afavoreix la correcció postural.
- Afavoreix el desenvolupament de la musculatura.
- Afavoreix l'educació respiratòria.
- Afavoreix la relaxació.
- Millora de la flexibilitat i la resistència.
- Millora cardiovascular.
- Proporciona major resistència a l'estrès.
- Prevé el mal d'esquena.

## Estructura d'una sessió
Una sessió d'Aquagym s'estructura en tres parts:
- Escalfament, en el qual s'aniran activant les articulacions per evitar lesions, prendre contacte amb l'aigua i anar pujant de pulsacions.
- Part principal, en la qual es desenvoluparà tot el contingut de la sessió, amb la intensitat màxima.
- Tornada a la calma, en la qual es faran exercicis de relaxació a l'aigua i d'estiraments per tornar a l'estat inicial.